# Чалян, Карапет Григорович
Карапет Чалян (арм. Կարապետ Չալյան, род. 7 августа 1993, Гюмри, Армения) — армянский борец греко-римского стиля, призёр Европейских игр 2019 года и Чемпионатов Европы 2016 и 2020 годов, участник Олимпийских игр в Токио.

## Биография
Родился в 1993 году. С 2010 года выступает на международной арене. В 2013 году стал чемпионом мира и Европы среди юниоров в категории до 74 кг.
В 2015 году принял участие в Европейских играх в Баку, но занял только итоговое 25-е место.
В 2016 году на Чемпионате Европы в Риге в весовой категории до 75 кг он завоевал бронзовую медаль.
На Европейских играх в Минске, в 2019 году, в категории до 77 кг, стал серебряным призёром уступив в финале россиянину Александру Чехиркину.
В феврале 2020 года на чемпионате континента в итальянской столице, в весовой категории до 77 кг Карапет в схватке за бронзовую медаль поборол спортсмена из Болгарии Аика Мнацаканяна и завоевал бронзовую медаль европейского первенства.
4 августа 2021 на Олимпиаде в Токио уступил в схватке за бронзовую медаль представителю Азербайджана Рафику Гусейнову.

## Спортивные достижения
- Чемпионат Европы 2010 - 2 место — ;
- Чемпионат мира 2012 - 3 место — ;
- Чемпионат Европы 2013 - 1 место — ;
- Чемпионат мира 2013 - 1 место — ;
- Дэн Колов - Никола Петров Турнир 2014 - 3 место — ;
- Чемпионат мира среди военных 2014 - 1 место — ;
- Чемпионат Европы 2015 - 3 место — ;
- Дэн Колов - Никола Петров Турнир - 2015 - 3 место — ;
- Дэн Колов - Никола Петров Турнир - 2016 -1 место — ;
- Чемпионат Европы - 2016[3][4] - 3 место — ;
- Олимпийский квалификационный турнир - 2016[5] - 3 место — ;
- Гран-при Парижа - 2017 - 1 место — ;
- Г. Картозия и В. Балавадзе Прайс - 2017 - 1 место — ;
- RS - Кубок Владислава Пытлясинского - 2018 - 1 место — ;
- Европейские игры - 2019[6] - 2 место — ;
- Гран-при Франции Анри Деглан - 2020[7] - 2 место — ;
- Чемпионат Европы - 2020[8][9][10] - 3 место[11] — ;
- Международный украинский турнир - 2021 - 2 место — ;
- Кубок Владислава Пытлясинского - 2022 - 2 место — ;